# Hans Ziglarski
Hans Ziglarski   (Białystok, 16 d'octubre de 1905 - Berlín, 12 de febrer de 1975) va ser un boxejador alemany que va competir durant les dècades de 1920 i 1930.
El 1928 va prendre part en els Jocs Olímpics d'Estiu d'Amsterdam, on quedà eliminat en vuitens de final de la categoria del pes gall del programa de boxa. Quatre anys més tard, als Jocs de Los Angeles, guanyà la medalla de plata en mateixa categoria. En la final va perdre contra el canadenc Horace Gwynne.
Després de la Segona Guerra Mundial es va traslladar a viure a Teheran, on fou entrenador del boxejador iranià Emmanuel Agassi, pare del tenista Andre Agassi.